# Geografía del transporte
La geografía del transporte es la rama de la geografía humana que se encarga del estudio de los sistemas de transporte en los distintos espacios geográficos o territorios. definió como: “el conocimiento de los sistemas de transporte que hacen frente a las necesidades de desplazamiento de los humanos y sus mercancías en un espacio dado: la ciudad, el estado, o el continente.

## Los sistemas de transporte
Los sistemas de transporte están formados por varias componentes básicas (Potrykowski, M.; Taylor, Z, 1984):
- La infraestructura. Agrupa la red de transporte y las instalaciones de transporte. La red de transporte está formada a su vez por un conjunto de nodos o intersecciones y un conjunto de arcos o líneas donde se realizan los desplazamientos. Las instalaciones de transporte pueden agrupar elementos como puentes, viaductos, estaciones de servicio etcétera.
- Los flujos de transporte. Están formados por el tráfico que recorre la red así como por los modos de transporte utilizados para realizar estos desplazamientos.
- Los servicios de transporte. Compuestos por toda una serie de componentes organizativas como los trayectos de recorrido, los tiempos de recorrido, las tarifas etcétera.

Como sistemas abiertos, los sistemas de transporte influyen y son influidos por su medio. En el caso de la geografía del transporte este medio se conceptualiza como el espacio geográfico del que el sistema de transporte forma parte, entendiendo que el espacio geográfico es tanto un entorno socioeconómico como ecológico.
así como las ciencias sociales.

## Temas de la geografía del transporte
Temas bastante asentados dentro de la geografía del transporte son (Seguí Pons y Martínez Reynés, 2004):
- El análisis, optimización y predicción del tráfico mediante modelos, es decir, de los flujos de transporte que circulan por la red.
- El estudio de los distintos modos de transporte, así como de la intermodalidad.
- Los estudios de transporte en espacios geográficos como las aglomeraciones y las áreas metropolitanas sobre todo en relación con la estructura y morfología urbanas.
- Los impactos del transporte en la economía del espacio geográfico en que se inserta.
- La relación entre transporte y medio biofísico: polución, energía, sostenibilidad, externalidades...
- Las políticas y la planificación del transporte.

## Historia de la Geografía del Transporte
Como antecedentes de la geografía del transporte pueden citarse obras como la del alemán Johann G. Kohl publicada en 1841, “El transporte y los asentamientos humanos en su dependencia de la configuración de la superficie terrestre” en la que estudiaba la importancia de los transportes en la sociedad y la influencia del medio físico sobre las redes de transporte y los asentamientos humanos. También la obra Wilhelm Götz (1888) sobre las vías de transporte del comercio mundial que influyó posteriormente a geógrafos como Ratzel.

### La geografía de la circulación
Tras la institucionalización de la geografía en las universidades alemanas, puede decirse que comienza propiamente la geografía del transporte aunque el nombre más usual entonces para nombrar a la disciplina era el de geografía de la circulación en clara metáfora orgánica. Alfred Hettner en 1897 publicó un artículo sobre esta rama y la asignó como materia de estudio principal el sistema de flujos de las regiones que metafóricamente eran entendidos como la circulación sanguínea de estas.
F. Ratzel será el primero en construir una aproximación sistemática al estudio de los transportes y la circulación regional. Ratzel desde un punto de vista biologizante, entendía la circulación como un aspecto más de las relaciones hombre – medio. Además formuló una teoría de corte evolucionista sobre el desarrollo de las vías de comunicación basada en la idea o “ley” del mínimo esfuerzo.
En Francia las ideas de Ratzel serán recibidas y criticadas. Vidal de la Blache con la doctrina del posibilismo en la relación sociedad – medio subraya lo contingente en la evolución de los transportes y promueve una vía de estudio historicista e inductiva centrada siempre en un espacio concreto. Los discípulos de Vidal seguirán esta vía y ya en los años 30 del siglo pasado se realizan estudios sobre el transporte ferroviario corologicamente orientados. Por ejemplo la tesis de Pierre Brunner (1935) dirigida por Raoul Blanchard: “Los ferrocarriles en lucha con la naturaleza alpestre” donde estudiaba el desarrollo del ferrocarril en los Alpes a través del trabajo de campo y de datos elaborados de primera mano. Para los años 40 ya se había realizado suficiente investigación empírica como para que se produzcan los primeros intentos sintetizadores dentro de la geografía francesa como los de Henri Cavailles y Max Sorre. En los 50 Raymonde Caralp (Los ferrocarriles en el Macizo Central) y Maurice Wolkowitsch (La economía regional de los transportes en el Centro y Centro – Oeste de Francia) presentan sendas tesis doctorales sobre transporte y se puede hablar de los primeros geógrafos plenamente especialistas en transporte dentro de la tradición geográfica francesa.

### La geografía del transporte en la revolución cuantitativa
En la geografía estadounidense desde los años 50 se produjeron profundos debates que culminaron en la denominada revolución cuantitativa. Uno de los geógrafos más destacados de este movimiento fue Edward L. Ullman que realizó amplias aportaciones para la renovación de la geografía del transporte. Ullman acuñó la idea de la geografía como el estudio de las interacciones espaciales entre áreas con lo que los fenómenos de transporte cobraban una importancia central. Para Ullman las regiones (diferenciadas bajo criterios económicos) se especializan funcionalmente y esto genera movimientos de mercancías y personas por complementariedad. Sus ideas se plasmaron en una obra pionera y posteriormente bastante influyente, “American Commodity Flow” (1957). 
A los trabajos de Ullman se unieron los de William L. Garrison uno de los primeros impulsores de la teoría de grafos en el análisis de redes en geografía. Progresivamente se fueron perfeccionando las técnicas matemáticas para realizar análisis más dinámicos. Taaffe, Morrill y Gould en 1963 realizaron, basándose en estudios empíricos en diversos países africanos, un modelo de la evolución de las redes de transporte en una secuencia ideal de seis etapas. Las ideas cuantitativas pronto se difundieron fuera de los Estados Unidos principalmente al Reino Unido, Suecia y Polonia. Ya en 1973 aparecía un manual clásico que recogía toda la experiencia de esta tradición, la obra de Taaffe y Gauthier “Geography of Transportation”. Esta obra versa sobre el transporte y la estructura espacial, el transporte y los procesos espaciales, los modelos de gravedad, el análisis de las redes y los modelos de asignación a la red.

### La geografía del transporte social y humanista
Diversas críticas, tanto internas a la geografía cuantitativa como externas desde tradiciones clásicas o comprometidas, provocaron la eclosión de las geografías radical y humanista. Dentro de la geografía del transporte este proceso se plasmó en el nacimiento de la geografía social del transporte. Michael E. Hurst en 1974 realizará una crítica muy fuerte de toda la tradición cuantitativa: “es relativamente fácil en geografía de los transportes describir en términos matemáticos modelos bastante complejos sin comprender los procesos básicos involucrados”. Hurst proponía un paso desde los modelos matemáticos al análisis de los intereses políticos, económicos y militares que configuraban las redes y flujos de transporte; en definitiva se debían tomar muy en consideración las relaciones entre transporte y contexto económico – político. 
Posteriormente los estudios realizados bajo estas nuevas ópticas examinan las movilidades diferenciales entre grupos sociales según diferencias económicas, de edad o de género. El objetivo de muchos de estos trabajos será el de denunciar la marginalidad en términos de movilidad de muchos grupos sociales. También se produce un paso desde los estudios a escala estatal o regional a escalas mucho más grandes como la local preferentemente urbana.

### La geografía de los transportes en elsigloXXI
Las diversas tradiciones expuestas anteriormente (clásica o historicista, cuantitativa y social) no se han ido sustituyendo unas a otras, sino que han convivido y conviven actualmente como escuelas o paradigmas dentro de la geografía del transporte. Sin duda la tradición cuantitativa ha tenido un impacto especial en la geografía del transporte respecto a otras disciplinas geográficas por la posibilidad de contar con enormes cantidades de datos cuantitativos y la existencia de modelos predictivos y normativos ya desarrollados por otras disciplinas (fundamentalmente por la economía del transporte). Pero desde las otras tradiciones también se realizan aportaciones muy importantes, especialmente desde la tradición clásica que implica casi un siglo de desarrollo investigador y metodológico.

## Técnicas y aplicaciones relacionadas con la Geografía del transporte
Tras el desarrollo de la geografía del transporte en la tradición cuantitativa, los geógrafos se han ido acercando más a la vertiente aplicada de su disciplina. Han participado activamente en proyectos de planificación y gestión y han desarrollado diversas técnicas para mejorar el estudio, el diagnóstico y la toma de decisiones en problemas clave relacionados con el transporte (congestión, contaminación, accidentalidad...). 
Dentro de las técnicas ampliamente utilizadas por la Geografía del transporte tanto en su vertiente científica como aplicada se pueden citar:
- El trabajo de campo y el trabajo de archivo, técnicas muy empleadas por la tradición clásica.
- El análisis estadístico.
- La teoría de grafos.
- Los modelos de demanda.
- La cartografía temática.
- Los sistemas de información geográfica aplicados al transporte o SIG-T.
- Las encuestas, entrevistas, la técnica Delphi y otras de carácter cualitativo.